# Крекінг установки Свіні
Крекінг установки Свіні (Sweeny) — підприємство нафтохімічної промисловості, яке належить хімічному концерну Chevron Phillips (спільне підприємство енергетичного гіганту Chevron та американської корпорації Phillips 66).
На виробничому майданчику Свіні у Old Ocean (штат Техас за півсотні кілометрів на південний захід від Х'юстона), поряд з введеним в експлуатацію у 1942 році потужним нафтопереробним заводом, послідовно звели кілька призначених для виробництва етилену установок парового крекінгу. Здана в експлуатацію в 1957-му Unit 12 мала потужність у 180 тисяч тонн на рік, в 1992—1997 роках через падіння попиту перебувала на консервації, а у 2001-му була остаточно закрита.
Станом на середину 2010-х років продовжують діяти наступні установки:
- Unit 22 потужністю 250 тисяч тонн етилену на рік (запущена в 1967-му);
- Unit 24 з показником у 668 тисяч тонн (1978-й);
- Unit 33, здатний виробляти за рік 1025 тисяч тонн етилену (1991-й).
В цілому комплекс установок парового крекінгу споживає переважно етан, хоча частка останнього у сировинній суміші відрізняється — 85 % для Unit 22, 75 % у Unit 24 та лише 38 % у Unit 33. Іншу складову суміші становить пропан, і лише для Unit 33 ще 25 % припадає на бутан. При цьому на майданчику в Свіні працює  власна установка фракціонування, котра здійснює розділення суміші зріджених вуглеводневих газів, а неподалік розташоване належне все тій же Chevron Phillips підземне сховище Клеменс, до якого по трубопроводу Seminole NGL може надходити етан-пропанова суміш із заходу Техасу.  